# Le Cavalier de pierre
Pour plus de détails, voir Fiche technique et Distribution.
Le Cavalier de pierre (titre original : Der steinerne Reiter) est un film allemand réalisé par Fritz Wendhausen sorti en 1923.

## Synopsis
Quelque part en Europe au Moyen Âge par une douce journée de printemps, un mariage est célébré dans un village de montagne avec une fête exubérante. Un vieil homme, chanteur de ballades, montre du doigt une sculpture en pierre patinée qui ressemble à un cavalier. Puis il rappelle aux personnes présentes que célébrer un mariage ici pouvait autrefois avoir des conséquences dramatiques. Car il y avait « le droit du premier soir ». Le vieil homme commence à raconter l'histoire du seigneur des montagnes. Ce souverain seigneur du château résidait avec ses partisans sur sa puissante forteresse et commandait d'une main de fer les paysans du village et les gens de la vallée.
Alors qu'un mariage doit avoir lieu dans le village, le seigneur du château monte majestueusement, saisit la mariée et insiste sur son droit de passer la première nuit avec elle. Cependant, le marié n'est pas prêt à admettre ce droit à son suzerain et veut se jeter sur lui. Cependant, Il tente de poignarder le noble despote, mais atteint accidentellement sa fiancée et la tue. Cela conduit à une réaction en chaîne, car maintenant la sœur de la morte, la bergère, qui eut la vision du mal en personne sous la forme du seigneur du château et pour cette raison n'assistait pas aux festivités, veut se venger de la cause de tous les malheurs. Sur le lit de mort de sa sœur bien-aimée, elle fait un serment sacré. Le jeune chasseur, qui est secrètement amoureux de la bergère, tente de la détourner de son sinistre plan. Mais la bergère suit obstinément son intention et se dirige vers le château, un bâtiment sombre, asymétrique et semblable à une voûte avec des couloirs et des escaliers sinueux.
Lorsqu'elle voit le seigneur du château devant elle, elle a déjà le poignard à la main et des larmes de douleur dans les yeux, ses sentiments s'améliorent. Au fil du temps, la haine aveugle se transforme en amour et le couple planifie son propre mariage. Pendant ce temps, poussé par la jalousie, le chasseur a appelé les villageois à prendre d'assaut le château avec lui afin de se débarrasser une fois pour toutes du despote et de le traduire en justice. Entre-temps, le mariage du seigneur du château et de la bergère a lieu en haut. Quand un de ses vassaux touche sa fiancée de manière immorale, le sang du seigneur bout et il jette tout son entourage hors de la salle. Pendant ce temps, la foule paysanne est sur le point de franchir les douves et le pont-levis puis fait irruption à l'intérieur de la forteresse. Le seigneur du château tombe entre leurs mains et est emprisonné dans une hutte. Ignorant le changement de sentiment de la bergère, elle est célébrée par les gens du village pour sa volonté d'assassinat.
En costume coloré, la soi-disant héroïne des travailleurs célèbre le renversement du tyran. Le lendemain, le seigneur du château doit s'attendre à son jugement. On croit qu'il sera exécuté sur-le-champ. La bergère, cependant, s'éloigne discrètement des célébrations et libère son amant, le seigneur du château. Puis les deux fuient rapidement. Mais le chasseur était devenu méfiant et les suit. À un moment donné, il leur fait front à tous les deux. Finalement la bergère décide de rester avec le seigneur du château. « Mieux vaut être damnée avec lui que seule ! » Le chasseur est tonitruant. Le couple dissemblable fonce vers le chasseur qui est poussé et tombe dans l'abîme. Lors de la fuite vers la forteresse, un orage éclate soudainement. Les amants sont frappés par la foudre, qui pétrifie le seigneur du château et la bergère.

## Fiche technique
- Titre : Le Cavalier de pierre[1]
- Titre original : Der steinerne Reiter
- Réalisation : Fritz Wendhausen
- Scénario : Fritz Wendhausen d'après une idée de Thea von Harbou
- Musique : Giuseppe Becce
- Direction artistique : Heinrich Heuser
- Costumes : Heinrich Heuser
- Photographie : Carl Hoffmann, Günther Rittau
- Production : Erich Pommer
- Société de production : Decla-Bioskop
- Société de distribution : UFA
- Pays de production :  République de Weimar
- Langue : allemand
- Format : Noir et blanc - 1,33:1 - 35 mm
- Genre : Drame
- Durée : 86 minutes
- Dates de sortie :
  - République de Weimar : 23 janvier 1923.
  - Finlande : 6 mai 1923.
  - Empire du Japon : 7 mars 1924.

## Distribution
- Rudolf Klein-Rogge : le seigneur du château
- Martin Lübbert : le marié
- Anni Mewes : la mariée
- Lucie Mannheim : la bergère, sa sœur
- Grete Berger : leur mère
- Gustav von Wangenheim : le chasseur
- Emil Heyse (de) : l'ami du seigneur du château
- Georg John : le portier
- Emilia Unda : la gardienne
- Wilhelm Diegelmann : le troubadour
- Hans Sternberg (de) : le caviste du seigneur
- Paul Biensfeldt : un portier
- Otto Framer : le premier compagnon du seigneur des montagnes
- Fritz Kampers : le deuxième compagnon du seigneur des montagnes
- Erika von Thellmann (de)

## Production
Thea von Harbou s'inspire d'une vieille ballade allemande.
Le film, tourné sur le site en plein air de Neubabelsberg de mai à août 1922, passe la censure le 16 janvier 1923 et est projeté pour la première fois le 23 janvier 1923 au Uraufführungstheater Kurfürstendamm à Berlin.

## Source de traduction
- (de) Cet article est partiellement ou en totalité issu de l’article de Wikipédia en allemand intitulé « Der steinerne Reiter » (voir la liste des auteurs).